# Giudizio di Mida tra Apollo e Marsia
Il Giudizio di Mida. La gara musicale fra Apollo e Marsia è un dipinto a olio su tavola (43x73 cm) di Cima da Conegliano databile 1507-1509 e conservato nel Statens Museum for Kunst (Danimarca).

## Tema
L'opera si basa sull'episodio mitologico in cui il dio Apollo e il satiro Marsia disputavano un celebre concorso musicale per decretare chi suonava meglio. Alcune versioni affermano che Mida diede un giudizio senza che gli venne richiesto, mentre altre, come quella rappresentata nel quadro, lo pongono come giudice. In entrambe le versioni, il suo appoggio a Marsia provocò l'ira di Apollo.